# Palazzo Salviati Mellini

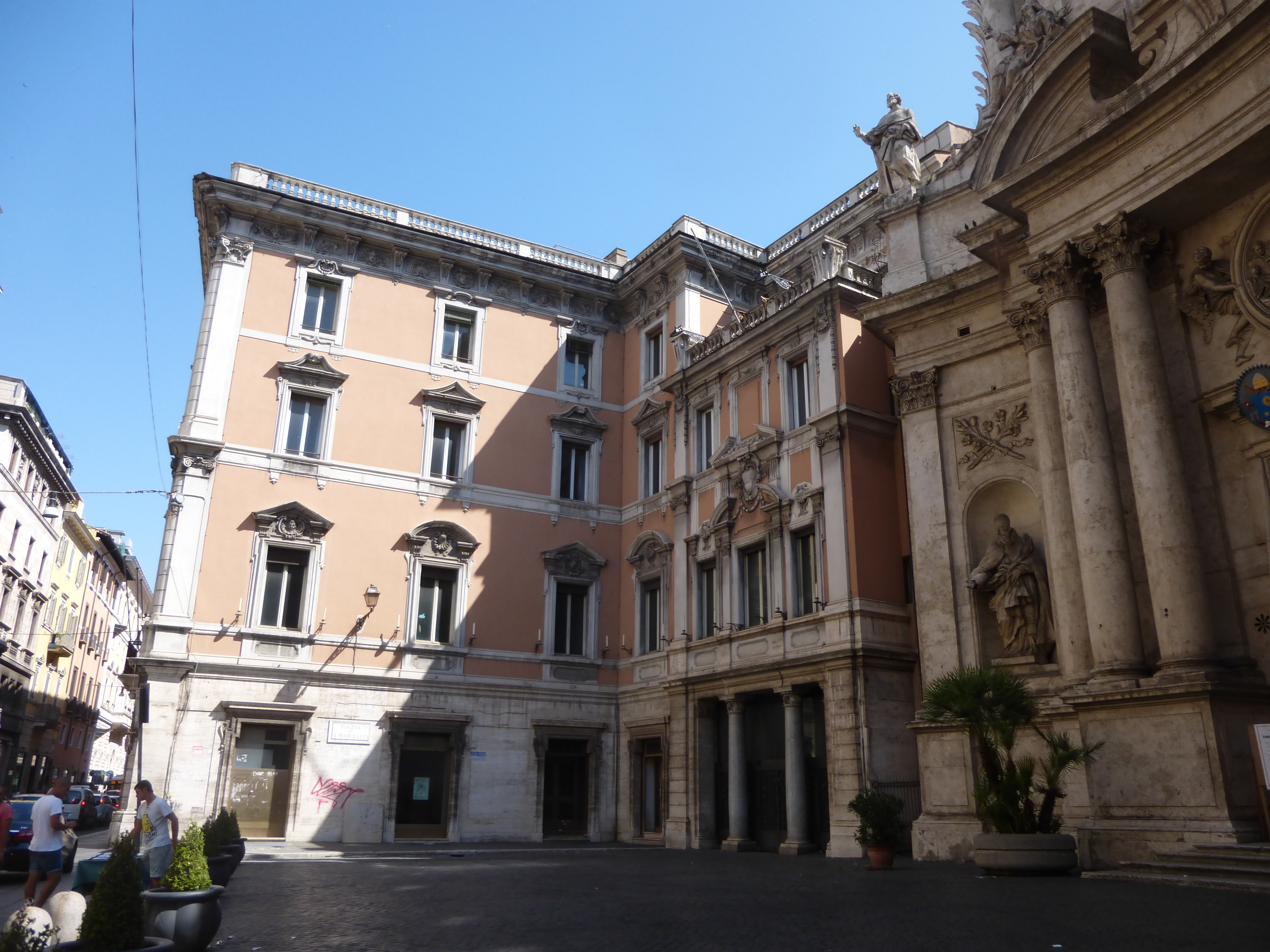
Vista do palácio na Piazza di San Marcello

Palazzo Salviati Mellini ou Palazzo Micheli Salviati Cesi Mellini é um palácio rococó localizado na esquina da Piazza di San Marcello com a Via del Corso, no rione Trevi de Roma, do lado esquerdo da igreja de San Marcello al Corso. Sua entrada principal está no número 43 da Via dell'Umiltà.

## História

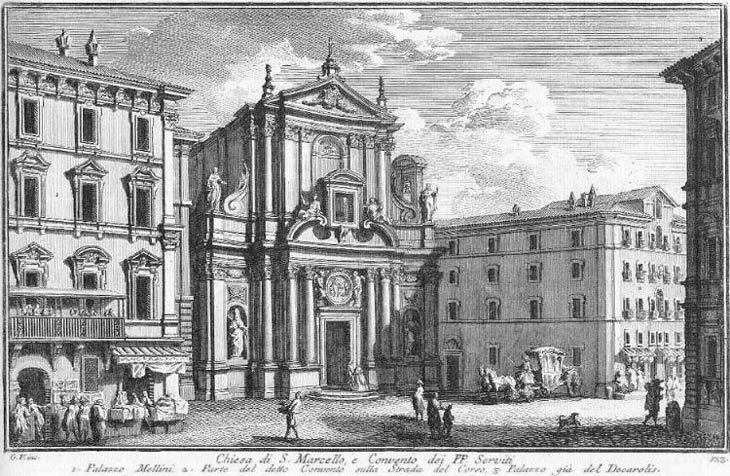
Gravura de Giuseppe Vasi (1756), mostrando a igreja de San Marcello al Corso no centro e o Palazzo Salviati Mellini à esquerda. À direita, o convento de São Marcelo.

Este palácio foi construído no século XVIII por Tomaso De Marchis, que o adornou com belas janelas que representam uma epítome dos motivos barrocos para o cardeal Mario Mellini no local onde estava o palácio original do cardeal veneziano Giovanni Michiel, sobrinho do papa Paulo II, construído entre 1484 e 1490. O local foi, por um longo tempo, residência dos cardeais-presbíteros do título de São Marcelo. Em 1532, o edifício foi vendido aos Salviati e, em 1600, aos Cesi antes de passar para as mãos dos Mellini em 1668, o que resultou em seu longo nome oficial. O redesenho por De Marchis deu-lhe uma aparência bastante espirituosa e leve, mas uma radical restauração no século XIX alterou muito de sua aparência. O palácio permaneceu na família até 1801. Em 1869, o edifício passou para a família Aldobrandini, na qual permaneceu até 1909, quando passou a abrigar a sede da Ordem dos Servos de Maria.
Em 14 de março de 1912, Antonio d'Alba, escondido entre as colunas do palácio, tentou assassinar com um tiro o rei Vittorio Emanuele III, que passava pela Via del Corso em sua carruagem para assistir à missa de réquiem do rei Umberto I, mas fracassou.
Na década de 1930, uma galeria foi construída ligando o palácio à igreja vizinha.